# R47-es gyorsút (Magyarország)
Az M47-es gyorsút tervezett gyorsforgalmi út, amely az M4-es autópályából ágazna el Berettyóújfalunál, és Békéscsaba érintésével kötné össze az Alföld délkeleti részét az M43-as autópályával, Algyőnél becsatlakozva. Nagyjából párhuzamosan haladna a Magyarország leghosszabb másodrendű főútjával, a 47-es főúttal, lényegében azt tehermentesítve.